# أوتو شتيش
أوتو شتيش (الألمانية السويسرية الموحدة: Otto Stich، و. 1927 – 2012 م) هو سياسي، واقتصادي سويسري، ولد في بازل، كان عضوًا في الحزب الاشتراكي الديمقراطي السويسري، توفي عن عمر يناهز 85 عاماً.

## مناصب
تولى منصب عضو المجلس الفيدرالي السويسري
- عضو المجلس الوطني السويسري.

## التعليم
تعلم في جامعة بازل.

## روابط خارجية
- أوتو شتيش على موقع مونزينجر (الألمانية)